# Piptocoma dentata
Piptocoma dentata là một loài thực vật có hoa trong họ Cúc. Loài này được Alain miêu tả khoa học đầu tiên năm 1971.